# Flyvestation Vandel
Flyvestation Vandel var en militær flyveplads, som af den tyske besættelsesmagt i 1943 blev anlagt syd for landsbyen Vandel som Fliegerhorst Vejle. Beliggenheden er Randbøl Sogn i Vejle Kommune.
Efter besættelsen overtog forsvaret flyvepladsen og kaldte den "Flyvestation Vandel". Fra 1958 til 1971 opererede "Artilleriflyvebatteri Vandel" fra flyvestationen. 1971-2003 var Flyvestation Vandel hjemsted for Hærens Flyvetjeneste. Derudover var Flyvestation Vandel sammen med Tirstrup en Co-located Operating Base (COB), hvor britiske og amerikanske eskadriller kunne udstationeres i krise- og krigstid. I alt fem eskadriller (1979) var øremærket til Danmark.
Fra 1998 til 2015, med undtagelse af ét år, blev bilfestivalen Danmarks Hurtigste Bil afholdt på flyvestationen.
Forsvaret brugte flyvestationen indtil 2003.
Det nu lukkede Vandel Bunker-Museum var indrettet i en tidligere 250 m² stor NBC-sikker bunker på flyvestationen. På Randbøl Sogns Arkiv og Museum i Vandel er der nu en udstilling om flyvestationens historie. Museet er åbent hver torsdag fra 10-17.
Flyvestationen blev solgt til Flyveplads Vandel ApS omkring 2001, og videresolgt til Bregentved Gods i 2003, som omdøbte den Erhvervspark Vandel. Godset ejer solcelleparker på 38 og 75 MW på stedet og udbyggede med yderligere 155 MW (ejet af et svensk selskab), så Vandel har i alt 268 MW solceller i 2021.